# Vintage Yachting Games 2008
De 2008 Vintage Yachting Games (Vintage) waren het eerste zeilevenement voor de Voormalig Olympische Klassen dat door de Vintage Yachting Games Organization werd georganiseerd. Deze spelen, waarbij in voormalig olympische zeilklassen wedstrijden worden gevaren, beogen de sfeer en het niveau te benaderen van olympische zeilwedstrijden. Dat wil zeggen dat er geen grote vloten deelnemen, maar slechts de top-zeilers, die elk hun nationale zeilklasse van een land vertegenwoordigen. Het doel is om over de gehele wereld met deze klassen te blijven varen. Om het niveau hoog te houden worden deze spelen om de vier jaar georganiseerd. Het idee achter de Vintage is het realiseren van een vierjarige wedstrijdserie op hoog niveau in de wedstrijdkalenders van alle voormalig olympische klassen.
De editie van 2008 vond plaats op het IJsselmeer voor Medemblik, Nederland, van 20 september tot en met 27 september 2008.
Een totaal van 66 zeilers uit 17 landen streden in vijf voormalige olympische klassen.

## Vintage Yachting-klassen 2008
In 2008 bestonden de Vintage Yachting-klassen uit vijf voormalige olympische klassen:
- Europe &
- Olympiajol
- Flying Dutchman
- Soling
- Draak

## De spelen

### Openingsceremonie
De openingsceremonie:
- Admiraalzeilen: Tijdens dit onderdeel trad de burgemeester van Medemblik op als admiraal. In die rol nam hij de vlootschouw af en beoordeelde de verplichte manoeuvres die de deelnemers uitvoerden. De 8 Metre "Värg" fungeerde als het vlaggenschip van de admiraal. De Europe-klasse werd door de admiraal aangewezen als de klasse die de manoeuvres het best uitvoerde
- Parade: De zeilers liepen vergezeld van hun nationale vlag van het Regatta Centre naar het kasteel Radboud
- Opening: Na de openingstoespraken werd een korte video vertoond met de hoogtepunten van de deelnemende klassen tijdens hun olympische dagen. Burgemeester Theo van Eijk verklaarde de eerste Vintage Yachting Games voor geopend.

### De wedstrijden

#### Wedstrijdformaat
Alle wedstrijden werden verzeild in een "fleetrace"-formaat, waarbij per klasse alle deelnemers gelijktijdig van start gaan. Per klasse waren 7 wedstrijden ingeroosterd. Op 27 september 2008 was er niet voldoende wind om een geldige wedstrijd te kunnen verzeilen. Alle wedstrijden van die dag werden geannuleerd. Het bonuspuntensysteem werd over de wedstrijdreeks gehanteerd om tot een einduitslag te kunnen komen. Per deelnemer telden de beste vijf wedstrijden mee voor het eindklassement.

#### Einduitslagen[2]
|    |                                         | Wedstrijd | Wedstrijd | Wedstrijd | Wedstrijd | Wedstrijd | Wedstrijd | Wedstrijd |      | Totaal |
| 1  | 2                                       | 3         | 4         | 5         | 6         | 7         |           |           |      | Totaal |
| -- | --------------------------------------- | --------- | --------- | --------- | --------- | --------- | --------- | --------- | ---- | ------ |
|    | GER (GER-66) Svenja PULS                | 1         | 1         | 1         | 2         | 1         | 5         | CAN       | 3.0  |        |
|    | ITA (ITA-1169) Silvia ZENNARO           | 4         | 4         | DNS       | 1         | 2         | 4         | CAN       | 17.0 |        |
|    | ESP (ESP-631) Elisabet LLARGUÉS MASACHS | 8         | 3         | 3         | 3         | 5         | 2         | CAN       | 30.1 |        |
| 4  | FRA (FRA-5634) Aurélie MAURY            | 3         | 3         | 3         | 4         | 4         | 3         | CAN       | 47.7 |        |
| 5  | ITA (ITA-1158) Daniela COLOMBO          | 6         | 9         | 8         | 6         | 7         | 1         | CAN       | 50.4 |        |
| 6  | ESP (ESP-250) Ascension ROCA DE TUGORES | 3         | 8         | 7         | 7         | 3         | 8         | CAN       | 51.4 |        |
| 7  | GER (GER-82) Stine PAEPER               | 7         | 7         | 4         | 5         | 4         | 7         | CAN       | 52.0 |        |
| 8  | Wildcard (ICO-343) Claudia JUAN VIGAR   | 5         | 2         | 6         | DSQ       | OCS       | 6         | CAN       | 53.4 |        |
| 9  | SUI (SUI-221) Morgan RATTE              | 9         | DNC       | DNC       | 8         | 8         | 3         | CAN       | 65.7 |        |
| 10 | NED (NED-754) Lobke BERKHOUT            | 10        | 6         | DNC       | DNC       | DNC       | DNC       | CAN       | 78.7 |        |

|   |                                  | Wedstrijd | Wedstrijd | Wedstrijd | Wedstrijd | Wedstrijd | Wedstrijd | Wedstrijd |      | Totaal |
| 1 | 2                                | 3         | 4         | 5         | 6         | 7         |           |           |      | Totaal |
| - | -------------------------------- | --------- | --------- | --------- | --------- | --------- | --------- | --------- | ---- | ------ |
|   | FRA (FRA-5592) Thomas RIBEAUD    | 1         | 1         | 2         | 2         | 1         | 2         | CAN       | 6.0  |        |
|   | ESP (ESP-384) Marc PARIS GILBERT | 3         | 2         | 4         | 1         | 3         | 1         | CAN       | 14.4 |        |
|   | GER (GER-61) Arne BERG           | 4         | 3         | 1         | 4         | 2         | 4         | CAN       | 24.7 |        |
| 4 | ITA (ITA-1175) Andrea FERRACUTTI | 2         | 7         | 3         | 3         | 2         | 3         | CAN       | 28.1 |        |
| 5 | GER (GER/1510) Sönke HERRMANN    | OCS       | 4         | 5         | 5         | 5         | 6         | CAN       | 49.7 |        |
| 6 | ESP (ESP-540) Miguel LLARGUES    | 5         | 5         | 6         | 6         | 6         | 5         | CAN       | 53.1 |        |
| 7 | ITA (ITA-1177) Nicola MONTI      | 6         | 6         | 7         | DNC       | DNC       | 7         | CAN       | 65.4 |        |

|   |                               | Wedstrijd | Wedstrijd | Wedstrijd | Wedstrijd | Wedstrijd | Wedstrijd | Wedstrijd |      | Totaal |
| 1 | 2                             | 3         | 4         | 5         | 6         | 7         |           |           |      | Totaal |
| - | ----------------------------- | --------- | --------- | --------- | --------- | --------- | --------- | --------- | ---- | ------ |
|   | NED (NED-631) Max BLOM        | 3         | 1         | 1         | 2         | 1         | 3         | CAN       | 8.7  |        |
|   | NED (NED-562) Herman VAN EIJK | 1         | 2         | 2         | 1         | 2         | 2         | CAN       | 9.0  |        |
|   | NED (NED-514) Jan KROM        | 2         | 3         | 3         | 3         | 3         | 1         | CAN       | 20.1 |        |
| 4 | NED (NED-627) Jan HORDIJK     | 5         | 4         | 4         | 4         | 4         | 5         | CAN       | 42.0 |        |
| 5 | Wildcard (NCO-619) Theo MEUS  | 4         | DNF       | DNS       | 5         | 5         | 4         | CAN       | 52.0 |        |
| 6 | SUI (SUI-1) Felix HURTER      | 6         | DNF       | DNS       | 6         | 6         | 6         | CAN       | 62.8 |        |

|    |                                                            | Wedstrijd | Wedstrijd | Wedstrijd | Wedstrijd | Wedstrijd | Wedstrijd | Wedstrijd |      | Totaal |
| 1  | 2                                                          | 3         | 4         | 5         | 6         | 7         |           |           |      | Totaal |
| -- | ---------------------------------------------------------- | --------- | --------- | --------- | --------- | --------- | --------- | --------- | ---- | ------ |
|    | HUN (HUN-70) Szabolcs MAJTHENYI (Helm) Andras DOMOKOS      | 1         | 1         | 1         | 1         | 1         | 1         | CAN       | 0.0  |        |
|    | GER (GER-88) Kilian KOENIG (Helm) Johannes BRACK           | 7         | 3         | 3         | 4         | 7         | 2         | CAN       | 35.4 |        |
|    | GER (GER-113) Kai SCHÄFERS (Helm) Marcus LANDGREBE         | 4         | 2         | 6         | 2         | 6         | 7         | CAN       | 37.4 |        |
| 4  | AHO (AHO-3) Henry KONING (Helm) Rob TAAL                   | 3         | 8         | 2         | 6         | 10        | 2         | CAN       | 42.4 |        |
| 5  | AUT (AUT-382) Christoph AICHHOLZER (Helm) Philipp ZINGERLE | 6         | 5         | 5         | 4         | 3         | 5         | CAN       | 43.7 |        |
| 6  | NED (NED-26) Enno KRAMER (Helm) Ard GEELKERKEN             | 2         | DNC       | 4         | OCS       | 2         | 9         | CAN       | 50.0 |        |
| 7  | AUT (AUT-39) Sivia AICHHOLZER (Helm) Christoph ZINGERLE    | 5         | DSQ       | 8         | 8         | 8         | 3         | CAN       | 57.7 |        |
| 8  | NED (NED-5) Fred SCHAAF (Helm) Casper SCHAAF               | 9         | 4         | 7         | OCS       | 5         | 6         | CAN       | 57.7 |        |
| 9  | ITA (ITA-7) Alberto BARENGHI (Helm) Roberto BENEDETTI      | 8         | RDG       | RDG       | 5         | 7         | 12        | CAN       | 64.4 |        |
| 10 | CZE (CZE-14) Petr STORCH (Helm) Zbynìk ZANKER              | 11        | 6         | 10        | 3         | 12        | 10        | CAN       | 66.4 |        |
| 11 | Wildcard (NCO-122) Erika GEELKERKEN (Helm) Harald BERNING  | 10        | 7         | 9         | 9         | 9         | 8         | CAN       | 72.0 |        |
| 12 | ROU (ROM-100) Mihai BUTUCARU (Helm) Liviu DOARA            | 12        | 9         | DNC       | 10        | 11        | 11        | CAN       | 83.0 |        |

|   |                                                                    | Wedstrijd | Wedstrijd | Wedstrijd | Wedstrijd | Wedstrijd | Wedstrijd | Wedstrijd |      | Totaal |
| 1 | 2                                                                  | 3         | 4         | 5         | 6         | 7         |           |           |      | Totaal |
| - | ------------------------------------------------------------------ | --------- | --------- | --------- | --------- | --------- | --------- | --------- | ---- | ------ |
|   | NED (NED-33) Rudy DEN OUTER (Helm) Leo DETERMAN Ronald DEN AREND   | 2         | OCS       | 1         | 2         | 1         | 2         | CAN       | 9.0  |        |
|   | Wildcard (NCO-34) Steven BAKKER (Helm) Sven KOSTER Joost HOUWELING | 4         | 4         | DNS       | 1         | 2         | 4         | CAN       | 19.0 |        |
|   | GER (GER-49) Holger WEICHERT (Helm) Laurent SCHEEL Martin SETZKORN | 1         | 2         | 2         | 5         | 3         | 5         | CAN       | 21.7 |        |
| 4 | NED (NED-38) Bram SOETHOUDT (Helm) Gabor HELMHOUT Geert VERHEIJ    | 3         | 3         | 3         | 4         | 4         | 3         | CAN       | 30.8 |        |
| 5 | USA (USA-832) Charlie KAMPS (Helm) Hans MEYER Toby KAMPS           | 5         | 5         | 4         | 3         | 5         | 1         | CAN       | 33.7 |        |
| 6 | GBR (GBR-170) Derek PRIESTLEY (Helm) Casper VAN DRUNEN Gary ADAMS  | 6         | 4         | 5         | 6         | 6         | 6         | CAN       | 53.1 |        |

|   |                                                                          | Wedstrijd | Wedstrijd | Wedstrijd | Wedstrijd | Wedstrijd | Wedstrijd | Wedstrijd |      | Totaal |
| 1 | 2                                                                        | 3         | 4         | 5         | 6         | 7         |           |           |      | Totaal |
| - | ------------------------------------------------------------------------ | --------- | --------- | --------- | --------- | --------- | --------- | --------- | ---- | ------ |
|   | NED (NED-345) Reinier WISSENRAET (Helm) Gijs EVERS Marc REIJNHOUDT       | 1         | 2         | 3         | 3         | 1         | 1         | CAN       | 8.7  |        |
|   | GBR (GBR-716) Miss Gavia WILKINSON-COX (Helm) Ron ROSENBERG Jon MORTIMER | 2         | 3         | 2         | 1         | 2         | 2         | CAN       | 12.0 |        |
|   | AUS (AUS-206) Gorden INGATE (Helm) David GILES Keith MUSTO               | 4         | 1         | 1         | 2         | 4         | 4         | CAN       | 19.0 |        |
| 4 | NED (NED-22) Nick DE JONG (Helm) Don VAN AREM Miguel KARSTERS            | 3         | 4         | 4         | 4         | 3         | 6         | CAN       | 35.4 |        |
| 5 | Wildcard (NCO-380) Jacob ROOSJEN (Helm) Lydia VERDUYN Hugo ROOSJEN       | 5         | 6         | 5         | 5         | 6         | 3         | CAN       | 47.4 |        |
| 6 | POL (POL-1) Jarostaw NADOLNY (Helm) Piotr CICHOCKI Zuzanna CHICHOCKA     | 6         | 5         | 6         | 5         | DNF       | 5         | CAN       | 53.1 |        |

Legenda:
- OCS – Te vroeg gestart (On Course Side)
- DSQ – Gediskwalificeerd
- DNF – Niet gefinisht
- DNS – Niet gestart
- CAN – Afgelast
- RDG – Vervangende uitslag (Redress Given)

### Sluitingsceremonie

#### VIP-wedstrijd
Als onderdeel van de sluitingsceremonie werd in de historische Oosterhaven van Medemblik één wedstrijd verzeild tussen de zes winnende stuurlieden van de deelnemende klassen. Dit onderdeel is geïntroduceerd als alternatief voor de "medalrace". Dit evenement legt een link tussen de deelnemers, de stad Medemblik en haar bewoners en de plaats waarvan uit in Medemblik traditioneel de wedstrijden georganiseerd werden. Voor deze wedstrijd werd er gebruikgemaakt van de twaalfvoetsjol. Deze klasse was een olympische klasse tijdens de spelen van 1920 en 1928. Voor de gelegenheid waren de zeilen van de twaalfvoetsjollen voorzien van de klasselogo's van de deelnemende Vintage Yachting-klassen.

#### Overhandiging van de Vintage-vlag aan Italië
Aan het eind van de sluitingsceremonie werd de vlag van de Vintage Yachting Games door de burgemeester van Medemblik, Theo van Eijk, overhandigd aan de voorzitter van het organisatiecomité van de editie van 2012 van de Vintage Yachting Games in Italië.